# Cynthia wiskotti
Cynthia wiskotti är en fjärilsart som beskrevs av Standfuss 1896. Cynthia wiskotti ingår i släktet Cynthia och familjen praktfjärilar. Inga underarter finns listade i Catalogue of Life.